# قناة شريانية
القناة الشريانية هي شريان صغير يتكون خلال مراحل نمو الجنين ويصل بين الشريان الرئوي والأبهر، ويقوم بنقل معظم الدم المتجه إلى الرئة وتحويله إلى الأبهر بسبب زيادة المقاومة في رئة الجنين.

## أثناء الولادة
بسبب بدء عملية التنفس ونقص الضغط في الجهة اليمنى من القلب، بالإضافة إلى إفراز مادة براديكينين، تتقلص العضلات الموجودة في جدار الشريان ويغلق تدريجياً ويتحول تدريجياً إلى الرباط الشرياني.

## القناة الشريانية المفتوحة
في بعض الحالات تبقى القناة الشريانية مفتوحة بعد الولادة وتسمى القناة الشريانية المفتوحة أو السالكة، وتسبب تدفق المؤكسد من القوس الأبهري إلى الرئة، الذي قد يسبب لاحقاً ارتفاع الضغط التنفسي وقصور القلب الاحتقاني.